# Jhon Jairo Velásquez
Jhon Jairo Velásquez Vásquez, anche conosciuto come Popeye (Yarumal, 15 aprile 1962 – Bogotà, 6 febbraio 2020), è stato un criminale colombiano, nello specifico un sicario che ha fatto parte della struttura criminale del Cartello di Medellín fino alla sua consegna alla giustizia Colombiana nel 1992. All'interno della struttura era un sicario e una guardia personale di Pablo Escobar, capo dell'organizzazione criminale autodenominata Los Extraditables e leader del Cartello di Medellín.
La sua storia ha ricevuto una diffusa attenzione da parte dell'opinione pubblica, poiché, tramite le sue dichiarazioni davanti alla giustizia ordinaria e ai mass-media e la pubblicazione delle sue memorie, ha fatto conoscere i dettagli della struttura e delle operazioni del Cartello di Medellín e le sue relazioni con altre strutture criminali e governative in ambito nazionale e internazionale.

## Biografia
John Jairo Velásquez Vásquez nacque a Yarumal, Antioquia e più tardi fu ammesso nell'Esercito Nazionale.
Successivamente fu ammesso alla scuola dell'Armada de la República de Colombia, dove ottenne il suo soprannome di Popeye, a causa del suo fisico simile a quello di "Braccio di Ferro". Il nome è stato dato da Rodrigo Montano Traverso.
Terminato il Laureato scolastico, fu ammesso alla Scuola Sottufficiali dell'Armata Colombiana, ritirandosi poco dopo e entrando alla Scuola di Cadetes di Polizia Generale Santander, dove rimase per un semestre.

## Carriera criminale
Essendo stato segnalato diverse volte come leader dei sicari del Cartello di Medellín da parte dei mass-media colombiani, si è potuto chiarire subito la sua posizione; Popeye confessò circa 257 omicidi, tra cui il sequestro dell'allora candidato all'alcaldía di Bogotá, Andrés Pastrana Arango (che sarebbe diventato presidente della repubblica), il sequestro di Francisco Santos (che sarebbe diventato vicepresidente della Repubblica), il sequestro e assassinio del procurador Carlo Mauro Hoyo, la complicità negli omicidi del governatore di Antioquia Antonio Roldán Betancourt (durante una missione fallita dallo stesso Popeye e da John Jairo Arias Tascón, alias "Pinina" per assassinare il colonnello della polizia del dipartimento Valdemar Franklin Quintero), e quest'ultimo sarebbe assassinato lo stesso giorno (con differenza di ore) del candidato presidenziale Luis Carlo Galán, nell'organizzazione dell'attentato terrorista nel Volo Avianca 203 e l'eccidio di clan Galeano e Moncada, per quest'ultimo fatto sfuggì dalla Catedral.
Popeye è stato il compagno di una delle donne di Escobar, che fu costretto ad uccidere su ordine del Capo dopo aver scoperto che era una spia per la polizia. Popeye ammise in un'intervista: «Pablo mi guardò e mi disse che sapeva quello che c'era tra me e la sua amante, e sapeva anche che lei era una spia. Fu molto chiaro 'o tu o lei'; non esitai nemmeno un istante»...

### Condanna
Dal 1992 Popeye si consegnò per scontare la sua condanna per le accuse di terrorismo, narcotraffico, trattative a fini di terrorismo e omicidio. Nel 2000 e 2001, Popeye fu coinvolto negli scontri armati nel carcere La Modello. Nel 2008 fu condannato a 23 anni e 3 mesi per altri processi giudiziari. Il 22 agosto 2014 comunicò di aver ricevuto la libertà condizionale per avere scontato 60% della sua condanna per i crimini maggiori, ma che vedendosi coinvolto in altri processi, non avrebbe in pratica ottenuto la libertà condizionale, ciò nonostante fu liberato il 26 agosto 2014.
Martedì 26 agosto 2014, alle 21:06 ora colombiana, dopo 23 anni e 3 mesi di carcere, «Popeye» è uscito dal carcere di massima sicurezza di Cómbita in Boyacá, come ha riportato la rivista colombiana El Tiempo. È stato anche un produttore di video per la piattaforma di YouTube. Giovedì 17 maggio 2018 è stato nuovamente arrestato nella sua abitazione a Medellín dalla polizia colombiana con l'accusa di estorsione e associazione a delinquere e rinchiuso nel carcere di Valledupar “la Tramacua” in attesa di processo.

### Controversie
Secondo Velásquez, uccise la sua fidanzata, dopo che Escobar scoprì che era un'informatrice per la polizia. Escobar lo incaricò di ucciderla. In un colloquio, secondo Popeye, Escobar gli disse «'O tu o lei', non esitai nemmeno un istante, da qui si può capire il rispetto che provava Popeye per il signore della droga Escobar ...».
Importanti furono le polemiche a seguito della sua liberazione dalla prigione. Il 12 dicembre 2016 apparve un video nel quale Velásquez spara con la sua pistola nelle strade di Medellín. Nel video Velásquez dice: "Ciao, guerrieri. Sto qui nelle strade della mia amata Medellín, provando la mia fantastica Pietro Beretta 9mm. ¡La stiamo provando, è una bambola, una bellezza!". Controversa è anche la relazione di amicizia che manteneva, secondo le informazioni delle autorità colombiane, con Juan Carlo Tavola Vallejo, alias "Tom", capo dell'Oficina de Envigado, catturato il 9 dicembre 2017 mentre festeggiava il suo compleanno nel municipio de El Peñol (Antioquia), festa a cui partecipò anche Popeye, che fu arrestato in via preventiva, ma liberato poiché il fatto non costituiva reato. Ciò nonostante, la procura colombiana chiese davanti ad un giudice la revoca della libertà condizionale di Popeye, considerando che violò il compromesso di poter uscire di prigione, facendosi trovare in compagnia di un narcotrafficante ricercato; per questo si chiese anche di investigare sulla possibile relazione tra Popeye e l'ufficio incriminato.
Nel dicembre del 2016 denunciò che due uomini in motocicletta lo avvicinarono mentre guidava la sua macchina e gli rubarono i suoi occhiali di lusso, due braccialetti d'oro e un cellulare. Disse anche che era già la seconda volta che accadeva. La polizia rispose che non aveva mai denunciato gli incidenti. Ha gestito dall'agosto 2015, con il nome di Popeye Arrepentido, il suo canale su YouTube, che contava più di un milione di iscritti al momento della sua morte. Il 24 gennaio 2017 ha vinto il Bottone d'Argento di YouTube per i primi 100.000 iscritti. Nel 2017 Caracol Televisión, in collaborazione con Netflix, ha prodotto la serie colombiana Alias JJ, basata sul libro Sopravvivendo a Pablo Escobar scritto da Velázquez.

## Morte
Dopo essere stato ricoverato in ospedale per un mese, il 23 dicembre 2019, Velásquez è stato trasferito per motivi di salute dal carcere di massima sicurezza di Valledupar al carcere La Picota di Bogotá. L'8 gennaio 2020 è stato annunciato che Velásquez aveva un cancro all'esofago in fase terminale e che gli restavano pochi mesi di vita. È morto il 6 febbraio 2020 a Bogotá, all'età di 57 anni.